# Sudden Strike 2
Sudden Strike II ist ein Echtzeit-Taktikspiel, das während des Zweiten Weltkrieges angesiedelt ist. Es ist das zweite Spiel innerhalb der Sudden-Strike-Spieleserie und der Nachfolger zu Sudden Strike. Es wurde von Fireglow Games entwickelt und 2002 von CDV Software Entertainment für Microsoft Windows veröffentlicht.
Sudden Strike II: Gold erschien 2017 und ist eine Wiederveröffentlichung, die Kompatibilität mit modernen Windows-Versionen herstellt und die Erweiterung Resource War sowie das Kartenpaket Total Victory enthält.

## Spielprinzip
Der Spieler kommandiert wenige Dutzend Einheiten auf dem Schlachtfeld. Neu im Vergleich zum Vorgänger ist die Möglichkeit die Bewegungsgeschwindigkeit aller Einheiten zu harmonisieren, um ein Auseinanderdriften zu verhindern. Flughäfen können eingenommen werden, wodurch der Spieler Zugriff auf Fallschirmjäger und Jagdflieger erhält. Zeitweilig stehen auch gepanzerte Züge zur Verfügung. Mit einem Fernglas können Offiziere Ziele für die Artillerie aufklären. Zudem können Minengürtel gelegt und entschärft werden, Panzersperren und Stacheldraht aufgebaut werden sowie Bunker besetzt und Geschütze bemannt werden. Das Spiel simuliert auch Fehlschüsse und orientiert sich bei der Balance an den historischen Stärken der Waffen.

## Handlung
Das Spiel enthält jeweils eine Kampagne aus Sicht der deutschen, russischen, amerikanischen, englischen und japanischen Seite. Die Szenarien sind lose an die Historie von Russlandfeldzug 1941 über die Operation Market Garden bis zum Pazifikkrieg angelegt.

## Rezeption
Der zweite Teil sei eher ein umfassendes Update als ein neues Spiel. Da die Einheiten unselbstständig agieren, sei viel Micromanagement und Geduld nötig. Die Einsätze wiederholen sich stark. Die zweidimensionale Grafik habe zwar Modellbau Charme, sei jedoch stark veraltet.